# Este loco amor loco
Este loco amor loco  es una película de Argentina filmada en Eastmancolor dirigida por Eva Landeck sobre su propio guion escrito en colaboración con Oscar Legrin según el argumento de Eva Landeck, que se estrenó el 27 de septiembre de 1979 y que tuvo como actores principales a Irene Morack,  Héctor Gióvine y Ignacio Quirós.

## Sinopsis
En Buenos Aires, una mujer provinciana conoce a un extraño maestro retirado.

## Reparto
Intervinieron en el filme los siguientes intérpretes:
- Irene Morack
- Héctor Gióvine
- Ignacio Quirós
- Osvaldo Terranova
- Ulises Dumont
- Hugo Arana
- Silvina Rada
- Perla Santalla
- Rodolfo Machado
- Nelly Prono
- Jorge Sassi
- Carlos Calvo
- Arturo Maly
- Alicia Berdaxagar
- Golde Flami
- Joaquín Piñón
- Alejandro Marcial
- Roberto Carnaghi
- Humberto Serrano
- Carlos Garaycochea
- Alicia Aller
- Diana Arias
- Abel Sáenz Buhr
- Marzenka Novak

## Comentarios
Roberto Pagés en Convicción escribió:

«Un pastiche en el que se mezclan distintos tipos de música (folklore, tango, la llamada clásica), con referencias culturales de todo tipo (el Quijote, Anna Karenina) para indicar –aparentemente- que los argentinos somos un conglomerado aún sin identidad propia.»

La Razón opinó:

«En los momentos más felices del guion cinematográfico es digno de destacar algunos diálogos humorísticos cargados de una aguda ironía.»

Manrupe y Portela escriben:

«Segundo filme de la directora, con un tema bastante insólito y algunos momentos divertidos a pesar de lo desparejo.»